# 5. Flak-Division
Die 5. Flak-Division war ein Großverband der Bodentruppen der deutschen Luftwaffe im Zweiten Weltkrieg. Zuständig war die Division für die Abwehr von einfliegenden gegnerischen Flugzeugen mittels Flugabwehrgeschützen im Großraum Frankfurt am Main.

## Vorgeschichte

### Luftverteidigungs-Kommando 5
Zunächst als Luftverteidigungs-Kommando 5 am 15. Oktober 1939 in Frankfurt am Main unter dem Kommando des Generalmajors Job Odebrecht aufgestellt, unterstand die Division dem Luftgaukommando XII/XIII. Als einziges nachweisbares Regiment dieser Zeit ist das Flak-Regiment 29 überliefert. Die Division hatte die Hauptaufgabe, die Industriegroßgebiete von Frankfurt am Main und Mannheim/Ludwigshafen zu schützen. Ab Ende Mai 1940 gehörten dann auch der Raum Kassel bis Koblenz sowie Saarbrücken und Zuständigkeitsbereich.

### Westfeldzug
Am 19./20. Juni 1940 war das Luftverteidigungskommando in Zusammenarbeit mit der 1. Armee maßgeblich daran beteiligt, den Durchbruch der deutschen Einheiten durch die Maginot-Linie südwestlich von Saarbrücken zu erzwingen. Mit dieser Aufgabe wurden die 1. Reserve-Flak-Abteilung 317 und die 4. Reserve-Flak-Abteilung 193 betraut. Nach der artilleristischen Vernichtung von zwei Panzerwerken und mehrerer Maschinengewehrstellungen gelang an dieser Stelle auch der erhoffte infanteristische Durchbruch. 
Im Mai/Juni 1940 gliederte sich das Luftverteidigungs-Kommando 5 wie folgt:
- Flak-Regiment 29 (Flakgruppe Frankfurt am Main - Darmstadt)
- Flak-Regiment ?? (Flakgruppe Mainz / Wiesbaden)
- Flak-Regiment 49 (Flakgruppe Mannheim)

Am 5. Mai 1941 wurde der bisherige Kommandeur der Division Odebrecht durch Generalmajor Wilhelm von Stubenrauch ersetzt. 

## 5. Flak-Division

### Aufstellung durch Umbenennung
Am 1. September 1941 wurde das Luftverteidigungs-Kommando 5 in 5. Flak-Division umbenannt. Am 5. Mai 1941 gab es einen erneuten Führungswechsel, so dass ab diesem Tag neuer Kommandeur der 5. Flak-Division Generalmajor Kurt Menzel wurde. 
Am 31. Dezember 1941 verfügte die Division über folgende Einheiten:
- in Frankfurt am Main:
  - 27 schwere Batterien
  - 20 mittlere und leichte Batterien
  - 12 Scheinwerfer-Batterien

- in Mannheim / Ludwigshafen:
  - 21 schwere Batterien
  - 11 mittlere und leichte Batterien
  - 15 Scheinwerfer-Batterien

Am 18. April 1942 wurde Generalmajor Georg Neuffer neuer Divisionskommandeur, am 13. November 1942 dann Generalmajor Julius Kuderna. 

### Verlegung nach Rumänien
Ende 1942 wurde das Divisionskommando nach Ploesti (Rumänien) verlegt, um die dortige Führung der Flakkräfte zu übernehmen, denen der Schutz der Erdölfelder oblag. Im Laufe des Jahres wurde der Führungsstab der Division kurzzeitig nach Mailand verlegt, um dort die Führung der Flakeinheiten zu übernehmen, aber schon im November 1943 wurde der Divisionsstab wieder nach Ploesti zurückverlegt, wo ihm das Flak-Regiment 180 (Ploesti) sowie das Flak-Regiment 202 (Constanza) unterstanden. Damit erfolgte die Unterstellung unter den General der Flakartillerie beim Luftgaukommando Südost.

### Rumänische Kriegserklärung
Als am 23. August 1944 König Michael von Rumänien die Seiten wechselte und der ehemalige Bündnispartner Rumänien dem Deutschen Reich den Krieg erklärte, war der rumänischen Heeresleitung die strategische und wirtschaftliche Bedeutung der Erdölfelder von Ploesti bewusst. Zuvor war schon am 30. April 1944 der Divisionskommandeur Kuderna in sowjetische Gefangenschaft geraten. Am 26. August 1944 gingen rumänische Panzerverbände zum Angriff auf die deutschen Stellungen bei Ploesti über.

### Vernichtung
Die 5. Flak-Division mit den ihr unterstellten Regimentern konnte nur bis zum Ende August 1944 standhalten, so dass am 30. August 1944 Ploesti aufgegeben werden musste. Nach den schweren Gefechten war der Großteil der 5. Flak-Division praktisch zerschlagen. Die deutsche Luftaufklärung konnte am 31. August 1944 noch vereinzelte Divisionsgruppen auf ihrem Marsch nach Norden beobachten, allerdings war von diesen am 1. September keine Spur mehr zu entdecken. 

### Verwendung der Reste der Division
Ihre kümmerlichen Reste trafen jedoch noch bei der 15. Flak-Division ein. Die 5. Flak-Division wurde in der Folge organisatorisch aufgelöst.

## Anmerkung
Die oft in der Literatur genannte Nachfolgedivision, bekannt unter dem Namen: 5. Flak-Division (W) war nicht Nachfolger der 5. Flak-Division, wie oft fälschlicherweise angenommen wurde.